# Посольство Куби в Україні
Посольство Республіки Куба в Києві — офіційне дипломатичне представництво Куби в Україні, відповідає за підтримку та розвиток відносин між двома країнами.

## Історія дипломатичних відносин
Республіка Куба визнала незалежність України 6 грудня 1991 року. 12 березня 1992 року було встановлено дипломатичні відносини між Україною та Кубою. Генеральне консульство Куби в Україні у 1992 р. набуло статусу посольства.

## Посли Куби в Україні
1. Серхіо Лопес Бріель (Lopez Bruel Sergio) (1994—1999)[4]
2. Чапо Хосе Діонісіо Пераса (Jose Dionisio Peraza Chapeau) (1999—2003)
3. Хуліо Гармендія Пенья (Julio Garmendia Pena) (2004—2008)
4. Фелікс Леон Карбальо (Felix Leon Karbalo) (2008—2012)
5. Ернесто Антоніо Сенті Даріас (Ernesto Antonio Sentí Darias) (2012—2016)
6. Оскар Сантана Леон (Oscar Santana León) (2016—2018) т.п.
7. Натача Діас Агілера (Natacha Díaz Aguilera) (2018—2020)[5][6] т.п.
8. Натача Діас Агілера (Natacha Díaz Aguilera) (2020—), посол

## Генеральні консули Куби в Києві
1. Бернардо Ернандес (Bernardo Hernández) (1983—1986)[7]
2. Хуан-Альберто Моренте Кабальеро (Juan Alberto Morente Caballero)[8][9],
3. д'Асторга (d'Astorga)

## Генеральні консули Куби в Одесі
1. Альберто Суарес Ортега (Alberto Suárez Ortega) (-1984)
2. Едельберто Діаз Альварез (Edelberto Díaz Álvarez) (1984-1990)
3. Артуро Польо Гарсія (Arturo Pollo Garcia) (1990-1992)